# Knipeflågs tjärn
Knipeflågs tjärn är en sjö i Partille kommun i Västergötland och ingår i Göta älvs huvudavrinningsområde.

## Bilder

Knipeflågs tjärn
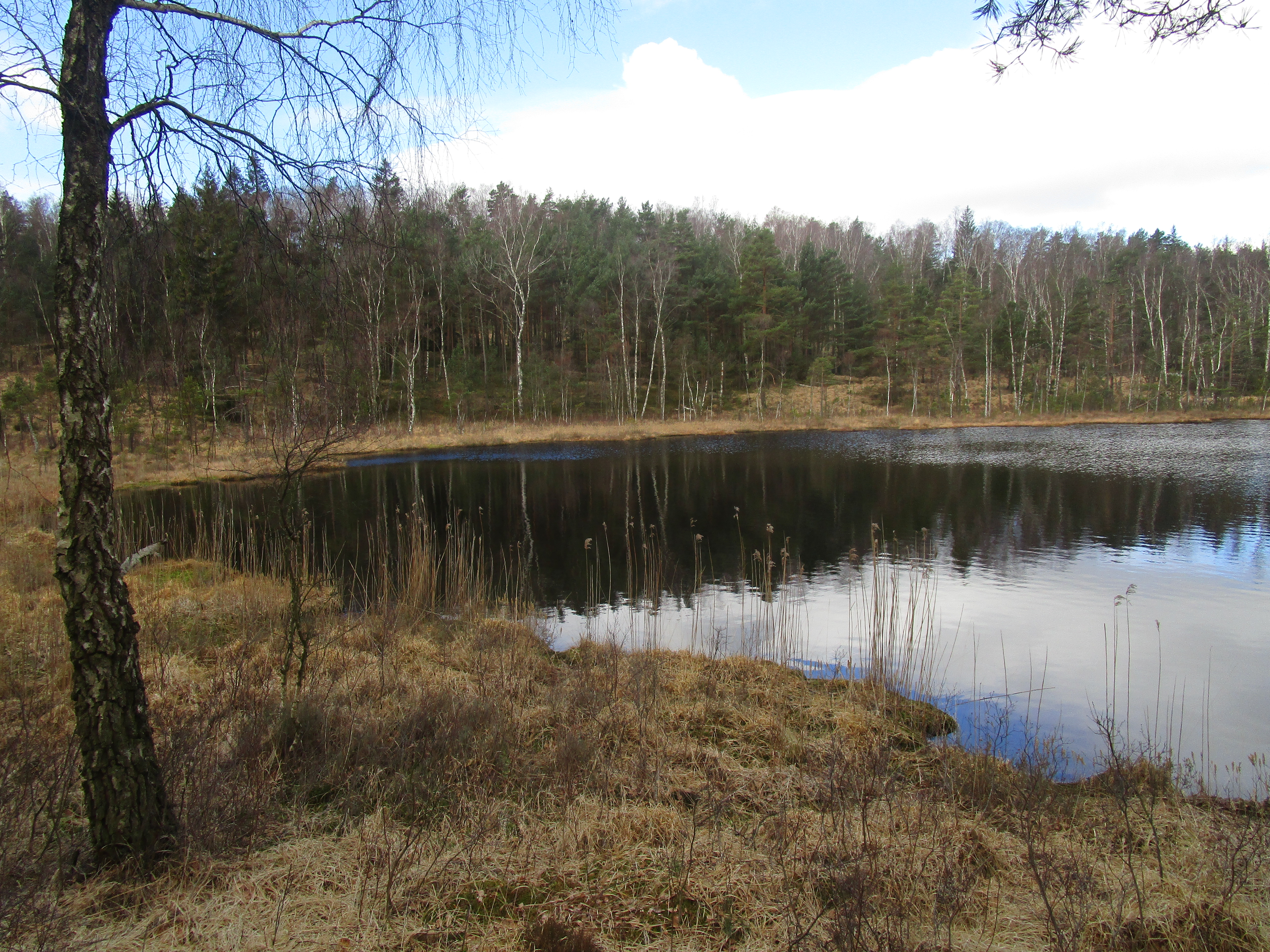
Knipeflågs tjärns södra ände 31 mars 2020.
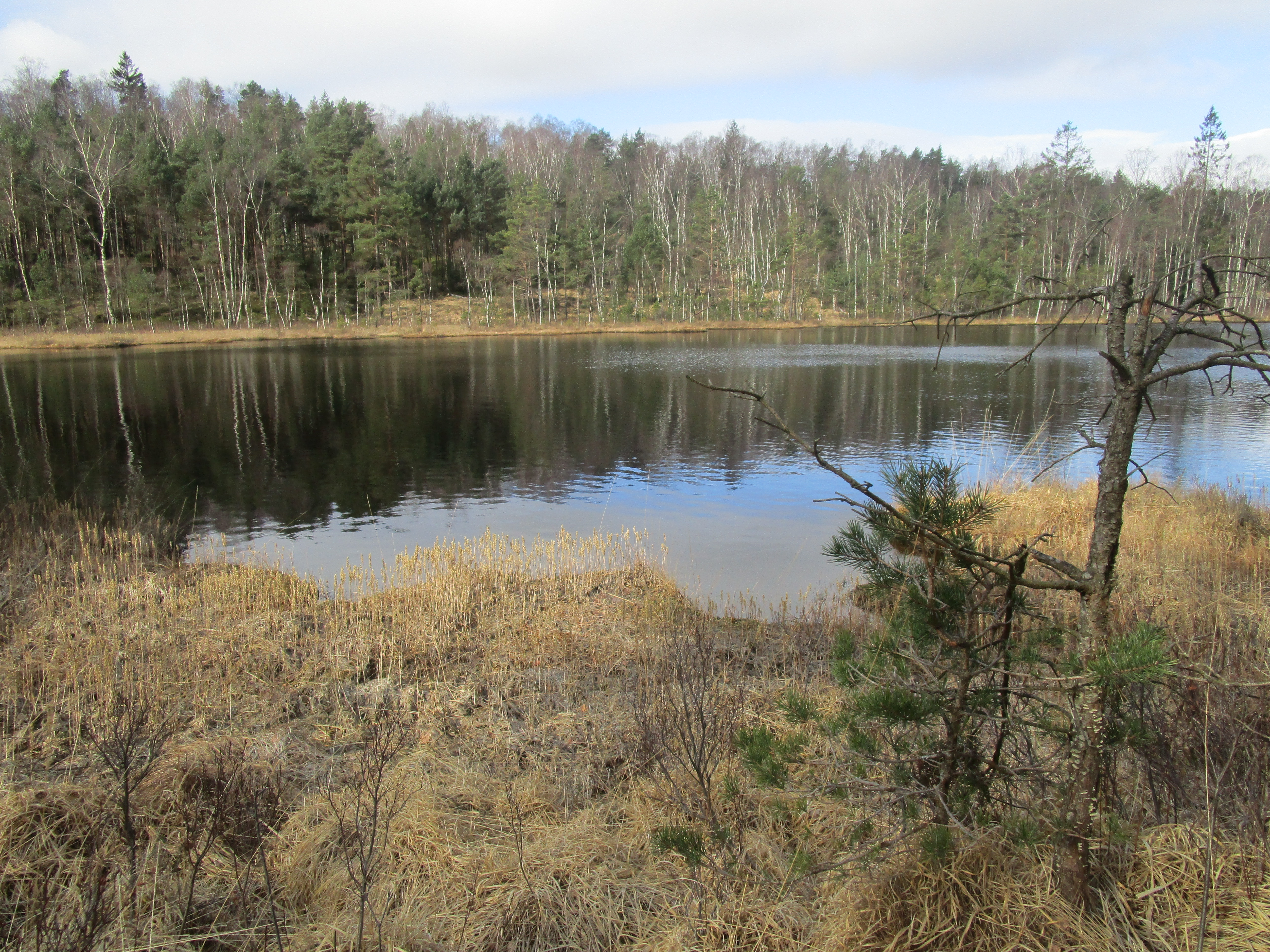
Knipeflågs tjärn sedd från östra sidan 31 mars 2020.
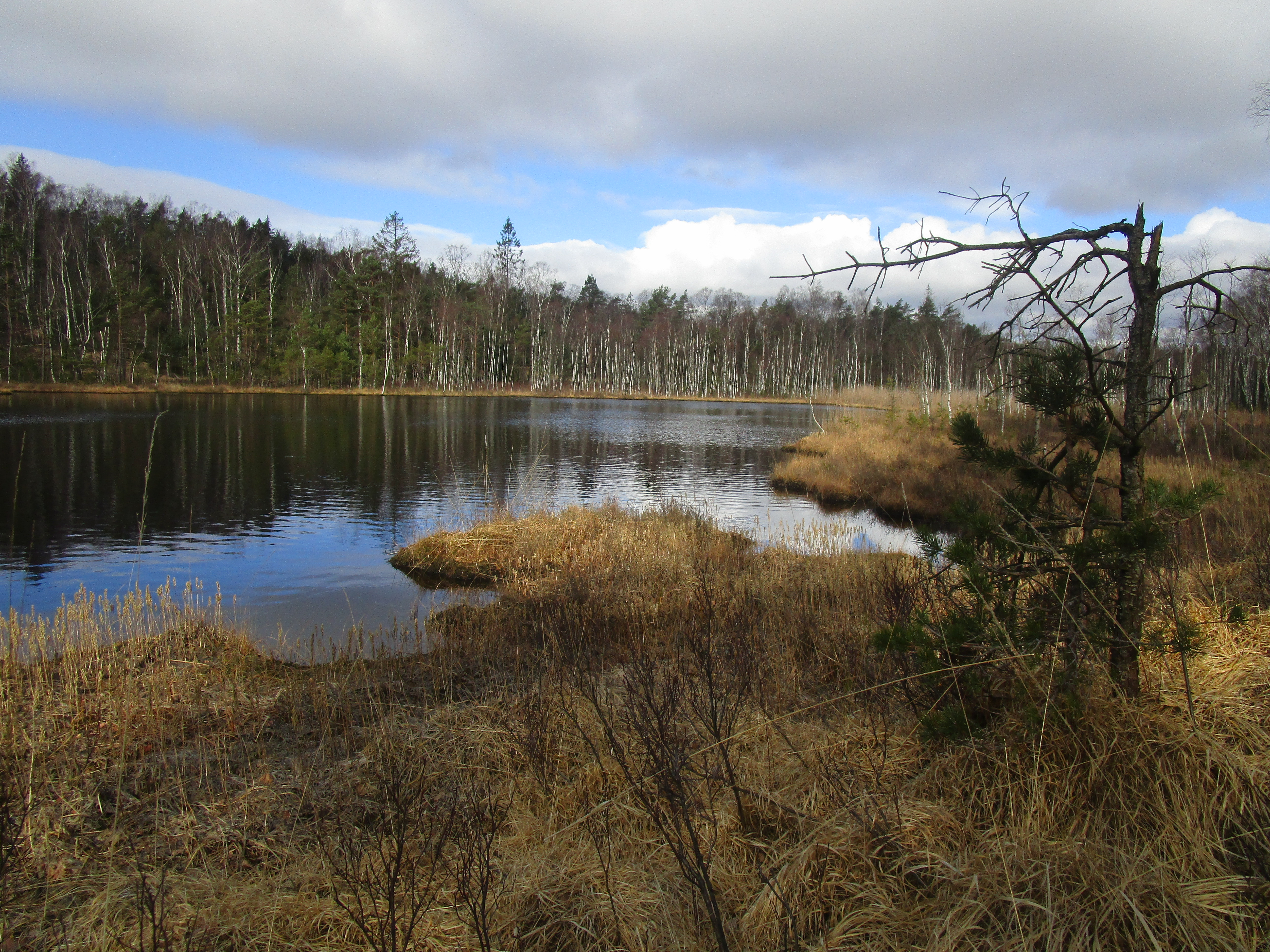
Knipeflågs tjärns norra ände 31 mars 2020.